# Castelo de Barroux

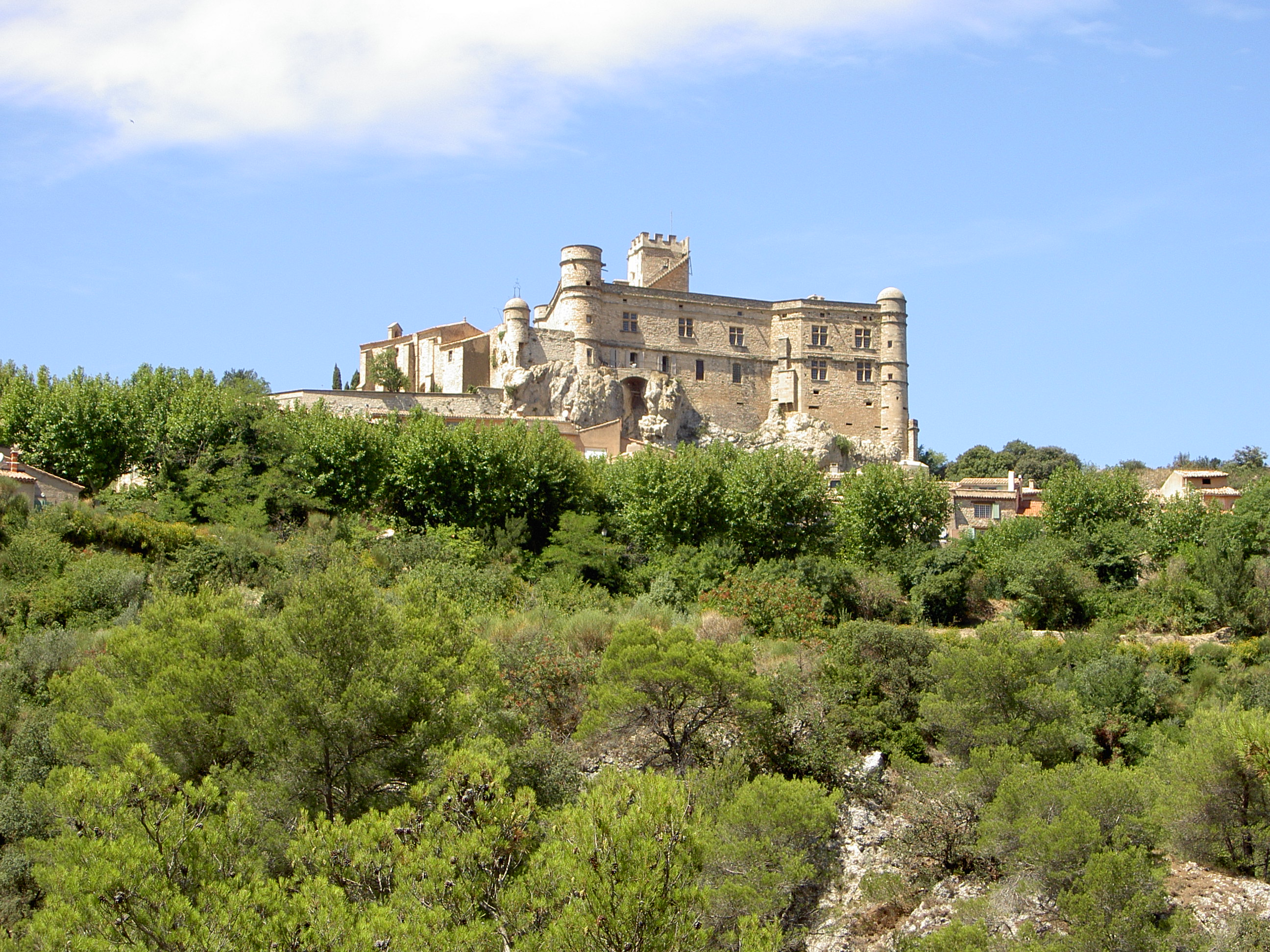
Castelo de Barroux, França.

O Castelo de Barroux ergue-se na localidade de Le Barroux, na França.

## História

### Antecedentes
Remonta a um castelo erguido, no século XII, em posição dominante sobre um pico rochoso, vizinha ao qual se desenvolveu a povoação.

### O castelo renascentista
O castelo foi transformado, à época do Renascimento, no século XIV, em uma magnífica fortaleza.
No século XVIII, perdida a sua função estratégica e defensiva, foi abandonado, caindo em ruínas.

### Do século XX aos nossos dias
No início do século XX, em 1929, foi adquirido por um particular, M. Vayson de Pradenne, que lhe promoveu obras de restauração às suas próprias expensas.
Durante a Segunda Guerra Mundial foi incendiado por tropas de ocupação alemãs.
Restaurado na década de 1960, embora ainda seja propriedade da família Vayson de Pradennes, encontra-se gerido por uma Associação de Amigos do Castelo.